# Saint-Outrille
Saint-Outrille település Franciaországban, Cher megyében. Lakosainak száma 215 fő (2022. január 1.). Saint-Outrille Graçay, Orville, Reboursin és Saint-Florentin községekkel határos.

## Népesség
A település népessége az elmúlt években az alábbi módon változott:
| Lakosok száma | 284  | 288  | 259  | 213  | 208  | 211  | 220  | 218  | 218  | 215  |
|               | 1968 | 1982 | 1990 | 2006 | 2013 | 2015 | 2017 | 2019 | 2020 | 2022 |